# Radu Praznaglava
Radu Praznaglava (n.  ? – d. 1431, Transilvania, Regatul Ungariei), domn al Țării Românești după 26 mai 1420 - înainte de 23 octombrie 1422,  sfârșitul lui 1426 (înainte de 24 ianuarie 1427) - înainte de 6 aprilie 1427.

## Biografie
Fiu nelegitim al lui Mircea cel Bătrân,
este probabil ultimul voievod al Țării Românești care mai deține controlul asupra Banatului de Severin, teritoriilor tătărești (sudul Basarabiei) și al zonei de ieșire la Marea Neagră, așa cum reiese din titulatura oficială dintr-un act din 1 iunie 1421 ([...]Io Radu mare voievod și domn, din mila lui Dumnezeu și cu darul lui Dumnezeu, stăpânind și domnind peste toată Țara Ungrovlahiei și al părților de peste munți, încă și de către Părțile Tătărăști și Amlașului și Făgărașului herțeg și domn al Banatului Severinului și al Podunaviei, până la Marea cea Mare.).
Vine ca domn, probabil, în urma campaniei otomane din vara-toamna lui 1420, având ca singur argument sprijinul constant pe care i l-a arătat Înalta Poartă în conflictele cu rivalul său Dan al II-lea. Cert este că primul act cunoscut emis de el poartă data de 17 mai 1421, iar în actul de întărire din 1 iunie 1421, pe lângă titlurile sale enumerate mai sus, își arată filiația ([...] sfânt răposatul părintele meu, Mircea voievod [...]).
Domniile scurte sunt caracterizate prin lupte frecvente și violente cu vărul sau Dan al II-lea, în intervalul dintre acestea găsindu-și adăpost și sprijin peste Dunăre la otomani unde, de câte ori avea prilejul, revenea cu trupe noi în încercarea de a-și relua tronul. Ultima menționare a sa este din primăvara lui 1427, când Dan al II-lea revine cu armată din Transilvania reluând tronul și, probabil, ucigându-l.
Despre poreclă:
„Nu avem alte informații ale vremii despre el, și nici măcar nu știm de unde i se trage ciudata poreclă, evident cultă, fiind în limba slavă de cancelarie, Praznaglava, care înseamnă „cap gol”. Sensul acestei porecle nu poate fi cel de „fără minte”, cum se interpretează uneori, ci acela de „pleșuvul”, deoarece poreclele medievale ale capetelor încoronate în general în Europa, nu numai la români, vizează numai aspecte sau defecte fizice, nu aprecieri asupra intelectului personajelor, cu excepția cazurilor de nebunie vădită, care însă nu se întâlnesc la domnii din spațiul românesc.”